# 유즈카미촌
오타와라시(塩原町)은 도치기현 나스군에 속했던 정이다. 1889년 4월 1일 정촌제 도입 이후 한 번도 합병한 적이 없는 마을이었으나 2005년 10월 1일 인접한 구로바네 정과 함께 오타와라 시에 편입되어 폐지하였다.
2005년 1월 10일에 구로바네정과 신설 합병해 사쿠라시가 되어 폐지되었다.  
주요 관광지로는 '오노 방목장', '도치기현 나카가와 미즈유원' 등이 존재한다.「도치기현 나카가와수유원」에서는 멸종 위기종인 꿀벌과 같은 희귀 수중 동물을 사육하고 있다.

## 지리
3개의 강이 존재한다. 2002년 농지의 3/4 이상이 논이며, 주요 산업은 농업이다.

## 역사
- 1889년 4월 1일 - 정촌제 시행으로 유즈카미촌이 성립하였다.
- 2005년 10월 1일 - 오타와라시에 편입되어 폐지되었다.